# Питър Милман
Питър Макензи Милман е канадски астроном, който се занимава с уфология и паранормални феномени.

## Биография
Роден е на 10 август 1906 година в Торонто, Канада. Завършва Харвардския университет. Между 1933 и 1940 г. работи в обсерватория „Дънлъп“. През 1946 се присъединява към екипа на Отавската обсерватория.
Питър Милмън открива астероида 2904 Millman на 20 декември 1981. След смъртта му на негово име е наречен кратер на Марс.

## Уфологична дейност
Милман освен заслужил астроном е и уфолог, като неговите проучвания и изследвания на феномена НЛО са признати от съвременните уфолози като доста добри.